# Coupe de Suisse féminine de football 2022-2023
Navigation
Édition précédente Édition suivante
La Coupe de Suisse féminine 2022-2023 est la 47e édition de la Coupe de Suisse féminine de football organisée par l'Association suisse de football (ASF).

## Déroulement
Il s'agit d'une compétition à élimination directe. Les clubs de Super League (AWSL), de ligue nationale B (LNB) et de 1re ligue sont inscrits d'office, les autres se qualifient via leurs associations régionales. Le vainqueur du trophée fair-play est qualifié pour le 1er tour principal.

## Premier tour
Le FC Zurich et Servette Chênois sont exemptées de premier tour en raison de leur participation aux qualifications de la ligue des championnes. Le tirage au sort du premier tour a lieu le 2 août 2022.
| Équipe 1                    | Résultat | Équipe 2                                 |
| --------------------------- | -------- | ---------------------------------------- |
| 10 septembre 2022           |          |                                          |
| FC Ascona (3e)              | 0-3      | (1re) AS Gamarogno                       |
| FC Blau-Weiss Oberburg (2e) | 0-5      | (AWSL) Yverdon Sport FC                  |
| FC Lausanne-Sport (2e)      | 1-2      | (1re) FFV Bâle                           |
| SG Stans-Engelberg (1re)    | 4-3 ap   | (LNB) FC Lugano                          |
| FC Wädenswil (1re)          | 1-2      | (LNB) FC Wil                             |
| Lausanne Nord Academy (1re) | 0-4      | (AWSL) FC Aarau                          |
| SC Balerna (1re)            | 0-6      | (1re) FC Luzern Frauen                   |
| FC Ostermundingen (1re)     | 2-1      | (1re) FC Vuisternens/Mézières            |
| FC Niederlenz (3e)          | 5-3 ap   | (2e) FC Le Parc                          |
| FC Thusis/Cazis (1re)       | 0-10     | (AWSL) Grasshopper Club Zurich           |
| FC Vétroz (3e)              | 1-2      | (1re) Étoile Carouge FC                  |
| SC Blustavia (2e)           | 0-13     | (AWSL) BSC Young Boys                    |
| Femina Kickers Worb (1re)   | 2-3      | (1re) FC Erlinsbach                      |
| FC Therwil (2e)             | 3-5 ap   | (2e) Avanchet-Sport FC                   |
| FC Eschenbach (1re)         | 0-2      | (LNB) FC Oerlikon/Polizei ZH             |
| FC Baar (1re)               | 5-2 ap   | (1re) FC Bühler                          |
| FC Courgevaux (1re)         | 0-6      | (LNB) FC Sion                            |
| SC Schwytz (1re)            | 2-3 ap   | (1re) FC Sempach                         |
| Team Uri (2e)               | 0-12     | (AWSL) FC Lucerne                        |
| SV Schaffhouse (3e)         | 1-3      | (1re) FC Staad                           |
| 11 septembre 2022           |          |                                          |
| FC Concordia Lausanne (2e)  | 2-8      | (LNB) FC Biel-Bienne                     |
| FC Widnau (2e)              | 0-10     | (AWSL) FC Saint-Gall                     |
| FC Uzwil (2e)               | 0-5      | (1re) FC Winterthour                     |
| FC Renens (1re)             | 1-2      | (LNB) FC Soleure                         |
| FC Châtel-Saint-Denis (2e)  | 0-4      | (1re) FC Blue Stars ZH                   |
| Baden-Wettingen (2e)        | 0-13     | (AWSL) FC Bâle                           |
| Team Furttal Zurich (2e)    | 1-6      | (LNB) FC Schlieren                       |
| FC Appenzell (1re)          | 1-9      | (AWSL) FC Rapperswil-Jona                |
| FC Lerchenfeld (2e)         | 0-11     | (LNB) Frauenteam Thoune Oberland bernois |
| 13 septembre 2022           |          |                                          |
| SK Root (2e)                | 0-5      | (LNB) FC Küssnacht am Rigi               |

## Deuxième tour
Le tirage au sort du deuxième tour a lieu le 14 septembre 2022.
| Équipe 1                                 | Résultat | Équipe 2                       |
| ---------------------------------------- | -------- | ------------------------------ |
| 22 octobre 2022                          |          |                                |
| FC Niederlenz (3e)                       | 0-2      | (1re) FC Staad                 |
| FC Luzern Frauen (1re)                   | 0-5      | (AWSL) Grasshopper Club Zurich |
| SG Stans-Engelberg (1re)                 | 0-9      | (AWSL) BSC Young Boys          |
| FC Soleure (LNB)                         | 2-0 ap   | (LNB) FC Schlieren             |
| FC Ostermundingen (1re)                  | 0-5      | (AWSL) FC Saint-Gall           |
| FC Wil (LNB)                             | 6-0      | (AWSL) Yverdon Sport FC        |
| Étoile Carouge FC (1re)                  | 0-3 ap   | (LNB) FC Sion                  |
| AS Gamarogno (1re)                       | 2-3      | (1re) FC Winterthour           |
| Frauenteam Thoune Oberland bernois (LNB) | 3-4 ap   | (AWSL) FC Aarau                |
| FC Sempach (1re)                         | 3-5      | (AWSL) FC Rapperswil-Jona      |
| 23 octobre 2022                          |          |                                |
| Avanchet-Sport FC (2e)                   | 0-1      | (1re) FC Erlinsbach            |
| FFV Bâle (1re)                           | 0-10     | (AWSL) FC Lucerne              |
| FC Biel-Bienne (LNB)                     | 0-5      | (AWSL) FC Bâle                 |
| FC Blue Stars ZH (1re)                   | 0-1 ap   | (LNB) FC Oerlikon/Polizei ZH   |
| FC Baar (1re)                            | 0-10     | (AWSL) FC Zurich               |
| FC Küssnacht am Rigi (LNB)               | 0-12     | (AWSL) Servette FCCF           |

## Huitièmes de finale
Le tirage au sort des huitièmes de finale a lieu le 25 octobre 2022.
| Équipe 1                       | Résultat | Équipe 2                  |
| ------------------------------ | -------- | ------------------------- |
| 19 novembre 2022               |          |                           |
| FC Oerlikon/Polizei ZH (LNB)   | 0-2      | (AWSL) FC Aarau           |
| FC Staad (1re)                 | 0-7      | (AWSL) FC Saint-Gall      |
| FC Erlinsbach (1re)            | 1-6      | (LNB) FC Sion             |
| FC Bâle (AWSL)                 | 1-4      | (AWSL) FC Zurich          |
| FC Soleure (LNB)               | 0-6      | (AWSL) FC Lucerne         |
| Grasshopper Club Zurich (AWSL) | 3-1      | (AWSL) FC Rapperswil-Jona |
| FC Wil (LNB)                   | 1-9      | (AWSL) Servette FCCF      |
| 20 novembre 2022               |          |                           |
| FC Winterthour (1re)           | 1-5      | (AWSL) BSC Young Boys     |

## Quarts de finale
Le tirage au sort des quarts de finale a lieu le 22 novembre 2022.
| 25 février 2023 | BSC Young Boys (AWSL) | 1 - 3   | (AWSL) FC Lucerne                     | Wankdorf, Berne   |                   |
| 16h00 CET       | Carp 76e              | (0 - 2) | 20e Furger · 45+2e Vogl · 52e Cavelti | Spectateurs : 650 | Spectateurs : 650 |
| 16h00 CET       | Rapport               |         |                                       | Spectateurs : 650 | Spectateurs : 650 |

| 25 février 2023 | FC Aarau (AWSL) | 0 - 3   | (AWSL) FC Saint-Gall                | Sportanlage Schachen, Aarau |  |
| 16h30 CET       |                 | (0 - 0) | 55e Wyss · 72e Ess · 90+2e Bachmann |                             |  |
| 16h30 CET       | Rapport         |         |                                     |                             |  |

| 25 février 2023 | FC Sion (LNB) | 0 - 3   | (AWSL) FC Zurich                        | Stade de Charnot, Fully |  |
| 16h30 CET       |               | (0 - 1) | 20e Piubel · 60e Bernauer · 73e Pinther |                         |  |
| 16h30 CET       | Rapport       |         |                                         |                         |  |

| 26 février 2023 | Servette FCCF (AWSL) | 1 - 0 | (AWSL) Grasshopper Club Zurich | Stade de la Fontenette, Carouge |                   |
| 16h00 CET       | Stahl 89e            | (0-0) |                                | Spectateurs : 186               | Spectateurs : 186 |
| 16h00 CET       | Rapport              |       |                                | Spectateurs : 186               | Spectateurs : 186 |

## Demi-finales
Initialement prévues le 22 mars 2023, les demi-finales sont repoussées au 29 mars 2023 en raison de matchs de l'équipe nationale des moins de 17 ans qui auraient eu lieu en même temps sinon.
Le tirage au sort des quarts de finale a lieu le 22 novembre 2022.
| 29 mars 2023 | FC Saint-Gall (AWSL)                          | 4 - 3   | (AWSL) FC Lucerne                   | Kybunpark, Saint-Gall |                     |
| 19h00 CET    | Aeberhard 41e 67e · Bachmann 78e 90+4e (pen.) | (1 - 1) | 26e Vogl · 49e Cavelti · 90e Furger | Spectateurs : 1 791   | Spectateurs : 1 791 |
| 19h00 CET    | Rapport                                       |         |                                     | Spectateurs : 1 791   | Spectateurs : 1 791 |

| 29 mars 2023 | Servette FCCF (AWSL)                    | 3 - 0   | (AWSL) FC Zurich | Stade des Arbères, Meyrin |                     |
| 19h30 CET    | Korhonen 14e · Padilla 16e · Mauron 85e | (2 - 0) |                  | Spectateurs : 2 127       | Spectateurs : 2 127 |
| 19h30 CET    | Rapport                                 |         |                  | Spectateurs : 2 127       | Spectateurs : 2 127 |

## Finale
La finale a lieu le 29 avril 2023 au Stade du Letzigrund à Zurich. Le Servette FCCF remporte la compétition ; il s'agit de la première coupe de Suisse de son histoire.
| 29 avril 2023 | Servette FCCF (AWSL) | 1 - 0   | (AWSL) FC Saint-Gall | Stade du Letzigrund, Zurich |                     |
| 17h00 CET     | Padilla 39e          | (1 - 0) |                      | Spectateurs : 5 694         | Spectateurs : 5 694 |
| 17h00 CET     | Rapport              |         |                      | Spectateurs : 5 694         | Spectateurs : 5 694 |